# 圣索夫略
圣索夫略（法語：Saint-Sauflieu，法語發音：[sɛ̃ soflijø]）是法国上法蘭西大區索姆省的一个市镇，属于亚眠区。

## 地理
圣索夫略（49°47'22"N, 2°15'11"E）面积7.76 平方千米，位于法国上法蘭西大區索姆省，该省份为法国北部沿海省份，北起加来海峡省和北部省，西接滨海塞纳省和大西洋英吉利海峡，南至瓦兹省，东临埃纳省。
与圣索夫略接壤的市镇（或旧市镇、城区）包括：埃贝库尔、南普蒂、奥雷莫、普拉希-比永、吕米尼、奥德塞勒。

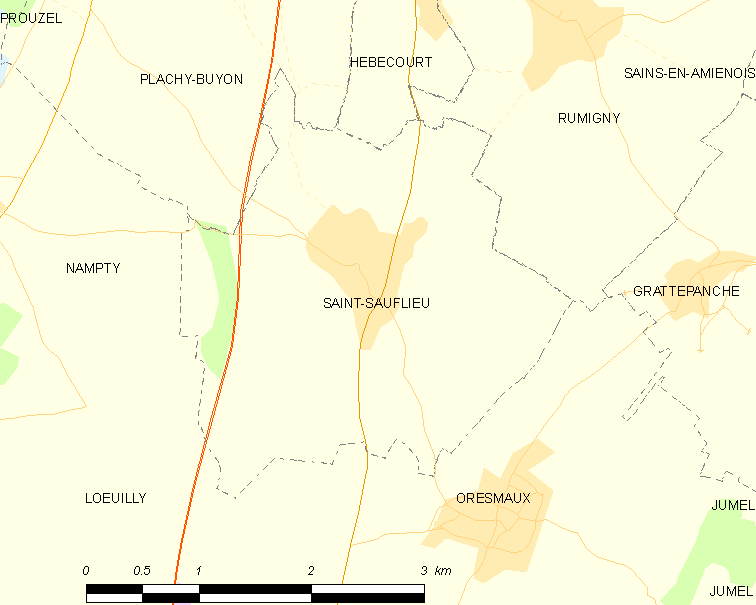
圣索夫略的OSM定位图

圣索夫略的时区为UTC+01:00、UTC+02:00（夏令时）。

## 行政
圣索夫略的邮政编码为80160，INSEE市镇编码为80717。

## 政治
圣索夫略所属的省级选区为努瓦河畔阿伊县。

## 人口

1962-2008年间圣索夫略人口变化图示

圣索夫略于2022年1月1日时的人口数量为981人。